# 田中セシル
田中 セシル（たなか せしる、1988年9月21日 - ）は、日本のモデルであり、ダンサー・振付師・ウォーキングトレーナー・ボディメイキングトレーナーである。
東京都練馬区出身。スカイコーポレーション所属。2018年7月よりBARK in STYLe［B-tokyo］に所属。

## 来歴
スポーツ一家に生まれ、幼い頃から両親の体操クラブにて体操を学ぶ。
その後新体操に転向し全日本jr大会にて団体4位入賞。新体操選手時代はプライベートの時間もなく、部活にも参加することが出来なかったが、練馬区連合陸上大会には陸上部として出場し、走り高跳びで優勝した。
高校ではダンス部に入ると同時にジャズダンススタジオに通い、ダンス漬けの日々を送る。俳優座劇場の『飛龍伝2006』で初舞台に立ち、その後様々なステージや舞台に出演する。進学校で予備校にも通っていたが大学進学を辞め、卒業後は通っていたダンススタジオで、武富士のCMなどを手掛ける振付師・MAYUMIのアシスタントになり、子供達にダンスを教えながら自身もステージに立つ。
脚の上がるモデルを探しているという案件で初めてモデルの仕事を経験。その後はマジック事務所にスカウトされダンスとマジックを組み合わせたエンターテイメントショーをユニットやソロで行っていた為、マジシャンという経歴もある。マジック事務所を離れてからはモデルを中心に活動している。
歌手の小田聡美、ダンサーのmoco・Naokoと4人でダンスヴォーカルユニット『Rouge』として活動していた他、渋谷発パフォーマンスグループ『micoooooズ』の20番“セッシ”としても活動していたが、2013年8月で卒業。現在は振付けダンスユニット『20-twenty-』(CECIL&雫)としても活動している。
2014年9月より、平均身長172ｃｍ、平均股下82.5ｃｍのモデルによるダンスチームSpininGReenのリーダーとして活動している。
2015年3月より東京タワーにオープンしたワンピースのテーマパーク「東京ワンピースタワー  ONEPIECE LIVE ATTRACTION」のニコ・ロビン役として出演。
ユニバーサル・スタジオ・ジャパンpresents 戦国・ザ・リアルat大阪城では後の出雲阿国・舞役を演じ、妖艶な着物裁きや回転の連続側転に注目が集まる。

2017年4月6日、滋賀県守山市にビワイチのシンボルとなる琵琶湖サイクリストの聖地碑として銅像が建てられ、記念碑のモデルとなる。

琵琶湖サイクリストの聖地碑

## 人物・エピソード
- セシルという名前はマジシャン当時のマネージャーがつけた芸名で、これまでスポーツばかりの毎日で、ある意味世間知らず、いい意味で素直すぎる為、もっと世の中のことを知りなさいという意味が込められているそう[1]。
- タレントでキャスターの多田圭声と仲が良く、2010年の日本作詩大賞では一緒にアシスタントを務めていた[2][3]。
- micoooooズ時代に歌手の為岡そのみからヴォイストレーニングを教わったことがある[4]。
- 琵琶湖サイクリストの聖地碑はサンケイスポーツ サイクリストの企画[5]で訪れた時にとったポーズがモデルとなっている[6]。

## 実績
- 2015年5月に日本ダイエット検定協会認定の「ダイエット検定2級」および「ダイエット検定1級・プロフェッショナルアドバイザー」の資格試験に一回で合格
- 2015年7月にPADIのCカード(オープン・ウォーター・ダイバー・ライセンス）を取得
- 「アジアンビューティコンテスト2010」日本代表
- 2013年「ミス・ユニバース・ジャパン」埼玉大会アイムユニバース賞受賞
- Vine動画にアップしていた回ってみた動画が注目され、フジテレビ『未来ロケット』の企画“タレコミスカウトキャラバン”に回転美女として取り上げられる

## 主な出演作

### CM
- RIZAP ゴルフ「田中セシルアプローチ」篇
- TOYOTAクラウン「COOL or HOT？」篇
- バーガーキング  webCM（2015年6月～9月）
- JSR株式会社
  - 2011年4月～7月「明日の世界へティザー」篇
  - 2011年7月～10月「明日の世界へ」篇
  - 2011年10月～2012年4月「明日の世界へver.2」篇
  - 2012年4月～2013年4月「美しい地球」篇
- 紳士服のはるやま「アンストレススーツ・ゼロLADIES」篇
- DHCフォースコリー「フォースコリー山里編」（2012年6月7日～）
- 資生堂Ag+「すべての働く人々へ」編（2012年2月～2013年2月）
- GAP TRY SKIMMER（2013年2月WEB CM）
- オージービーフ　元気ポーズ選手権ヨガOL役 雑誌。WEBオージー元気クッキング MOVチャンネル

### TV
- 2016年12月21日 テレビ朝日「じゅん散歩」
- 2015年7月 TBS「SASUKE」
- 2014年5月 フジテレビ｢未来ロケット｣
- 2014年2月 フジテレビ｢教訓のススメ」カーリング娘
- 2014年4月 テレビ朝日 土曜ワイド劇場｢おとり捜査官北見志穂｣
- 2013年5月 TBSドラマ｢潜入探偵トカゲ｣
- 2010年11月 テレビ東京「日本作詩大賞」表彰アシスタント

### 雑誌
- 2013年10月　Drag Star Only 表紙 造形社出版
- 2014年6月　Party Up 2014　新井唯夫スタイリング巻頭ページ アイメディア出版
- 2012年3月　呼吸ストレッチでダイエット　著 原久子 土屋書店出版

### その他
- 2012年7月31日「SUMMER FESTIVAL WATER7」（横浜BLITZ）小田聡美バックダンサー[7]
- 2014年2月9日「相沢まき“マキマキマキ”リリース記念スペシャルライブ」（代官山NOMAD）振付[8]
- 2015年3月より東京タワーにオープンしたワンピースのテーマパーク「東京ワンピースタワー  ONEPIECE LIVE ATTRACTION」のニコ・ロビン役として出演